# Újkígyós
Újkígyós è un comune dell'Ungheria di 5 723 abitanti (dati 2001) . È situato nella contea di Békés.